# قاعدگی دردناک
قاعدگی دردناک، دُش‌دَشتانی یا دیسمنوره (به انگلیسی: Dysmenorrhea) به معنی احساس درد غیرمعمول در قسمت شکم هنگام قاعدگی است. معمولاً ۵۰ تا ۷۰ درصد زن‌ها هنگام قاعدگی دچار درد نواحی تحتانی شکم و رحم می‌شوند ولی اگر این درد بیش از اندازه باشد که موجب توقف فعالیت‌های روزانه فرد شود آن را دیسمنوره یا قاعدگی دردناک می‌نامند.
این مشکل در اکثر موارد، با پریودهای ماهانه همراه با تخمک گذاری دیده می‌شود و براساس سن شروع و دلایل به‌وجود آورنده، به دو نوع اولیه و ثانویه تقسیم می‌شود.

## واژه‌شناسی
دُش‌دَشتانی از برساخته‌های فرهنگستان زبان است و به معنی قاعدگی دشوار و دردناک می‌باشد. پیشوند دُش هم‌معنی و هم ریشه با پیشوند لاتینی Dys می‌باشد؛ و دَشتان به معنای حائض و زنی که خون حیض از وی آید است.

## دیسمنوره اولیه
این حالت معمولاً قبل از سن ۲۰ سالگی و تقریباً همیشه ۶ تا ۱۲ ماه بعد از اولین قاعدگی شروع می‌شود. اگر دردها ۳ سال بعد از اولین قاعدگی (منارک) شروع شود یا اگر دیسمنوره همراه با دوره‌های بدون تخمک‌گذاری باشد، باید به فکر علل ثانویه بود.
معمولاً درد چند ساعت قبل یا هم‌زمان با خون‌ریزی قاعدگی شروع شده و حداکثر دو تا سه روز طول می‌کشد. دردها بیشتر در زیر ناف است. دردها گاه به کمر، کشاله ران و رانها نیز انتشار می‌یابد. علائم دیگری مثل تهوع، استفراغ، بی اشتهایی، اسهال، خستگی، تحریک‌پذیری و گاه سردرد، می‌تواند وجود داشته باشد. دیسمنوره اولیه با افزایش سن و زایمان طبیعی ممکن است بهبود یابد. این بیماری احتمالاً در زنانی که مادران آن‌ها نیز دچار این ناراحتی بوده‌اند شایعتر است. در این بیماری پروستاگلاندین‌ها نقش دارند که سبب انقباضات رحمی و دیگر علائم عمومی می‌شوند.

## دیسمنوره ثانویه
این حالت معمولاً بعد از سن ۲۰ سالگی رخ می‌دهد هر چند که می‌تواند در اولین عادت ماهیانه و در هر سنی شروع شود. درد دراینها معمولاً ۵ تا ۷ روز تداوم می‌یابد. دیسمنوره ثانویه در زنان دارای بیماریهای لگنی مثل (آندومتریوز، آدنومیوز، توده‌های زیرمخاطی رحم، تنگی شدید گردن رحم، عفونت‌های لگنی مزمن، چسبندگی‌ها لگنی و هیپرمنوره یا افزایش خون‌ریزی ماهانه) رخ می‌دهد. در این بیماران معاینات کامل لگن و نیز آزمایش‌های روتین، تصویربرداری از رحم و ضمائم آن، سونوگرافی و … ممکن است برای تشخیص لازم باشد اما دستیابی به یک تشخیص دقیق همیشه امکان‌پذیر نیست و اشتباه در تشخیص و افتراق دیسمنوره اولیه و ثانویه فراوان دیده می‌شود.

## علل
علل دیسمنوره بسیار متنوع است و بسته به اولیه یا ثانویه بودن آن می‌تواند ناشی از عفونت، اختلالات هورمونی، استرس و کیست تخمدان، اندومتریوز و فیبروم رحم و غیره می‌باشد. بررسی علت با انجام سونوگرافی لگن و معاینه لگن توسط متخصص زنان توصیه می‌شود.

## درمان
در مورد دیسمنوره اولیه فعالیت‌های فیزیکی ملایم می‌تواند به تخفیف شکایات بیمار کمک کند. توجه به رژیم غذایی (مثل خوردن غلات سبوس نگرفته، حبوبات، سبزیجات و میوه جات بیشتر و کم خوردن یا نخوردن نمک، کافئین و شکر) نیز در برخی زنان مفید است. استراحت و ماساژ و تکنیک‌های بیوفیدبک، برخی از تمرینات یوگا و تجویز داروهای ضد التهاب غیر استروئیدی مانند مفنامیک اسید و ایبوپروفن نیز در برخی موارد در تخفیف درد مؤثر است.
اگر بیمار از نظر جنسی فعال است، استفاده ازقرصهای پیشگیری از حاملگی (OCP)با استروژن کم در %۹۰ موارد مؤثر خواهد بود که درمان انتخابی می‌باشد.
درمانهای دارویی تحت نظر متخصص زنان و زایمان انجام شده و در صورتی که ۳ تا ۶ ماه پس از درمانهای مذکور پاسخی مشاهده نشد، باید به دنبال علل ثانویه بوده و کلیه اقدامات تشخیصی را به کار بست. (خصوصاً در دیسمنوره‌ای که پس از ۲۰ سالگی ظاهر شود که تقریباً همیشه از نوع ثانویه است)
درمان‌های گیاهی شامل دم کرده گل گاوزبان و سنبل طیب همراه با عسل در دوران قاعدگی و پرهیز از پرخوری در این دوران پیشنهاد می‌شود.
درمان در موارد ثانویه بهبود عامل ایجادکننده مانند عفونت است اما برخی از انواع ثانویه به درمانهای دارویی با OCP (قرصهای ضد حاملگی) یا داروهای ضدالتهاب غیراستروئیدی (NSAIDS) نیز پاسخ نسبی می‌دهند.